# Phragmatobia pseudoborealis
Phragmatobia pseudoborealis là một loài bướm đêm thuộc phân họ Arctiinae, họ Erebidae.